# Коган, Иосиф Бенедиктович
Ио́сиф Бенеди́ктович (Бенцио́нович) Ко́ган (2 октября 1920, Кишинёв — 30 декабря 1982, Алма-Ата) — казахский советский скрипач, музыковед и музыкальный педагог, заслуженный артист Казахской ССР (1966), профессор Алма-Атинской государственной консерватории имени Курмангазы (1971). Один из основателей скрипичного исполнительского искусства Казахстана.

## Биография
Родился в Кишинёве, в семье скрипача, заведующего нотным отделом книжного магазина Бенциона Давидовича Когана и Марии Семёновны Коган, домохозяйки. В начале 1920-х годов отец стал владельцем магазина нот и музыкальных инструментов на улице Куза Водэ (Иринопольской), 13; он также играл на скрипке в Кишинёвском симфоническом оркестре и Иосиф начал учиться игре на скрипке в шестилетнем возрасте под руководством отца. В возрасте семи лет начал выступать в дуэте со старшим братом, пианистом Симхой Коганом, а в возрасте восьми лет был принят во второй класс музыкальной школы при кишинёвской частной консерватории музыки и дикции «Униря» (Unirea), где продолжил обучение у музыкального педагога И. М. Финкеля (окончил консерваторию с отличием в 1939 году). Одновременно учился в румынской гимназии для мальчиков. После присоединения Бессарабии к СССР в 1940—1941 годах — концертмейстер и солист Кишинёвской филармонии.
С началом Великой Отечественной войны с родителями, братом и сестрой эвакуировался в Ворошиловск, где с отцом, братом и сестрой выступал в семейном ансамбле концертной бригады при Дагестанском концертном бюро в Махачкале; в 1942 году семья эвакуировалась дальше — в Алма-Ату. В том же году стал солистом Казахской государственной филармонии имени Джамбула, где работал до 1954 года. Выступал как с сольным репертуаром, так и в фортепианном дуэте со старшим братом Иосифом и позже с младшей сестрой Евой.
В 1954 году, после окончания Алма-Атинской государственной консерватории имени Курмангазы, был оставлен на должности преподавателя камерного ансамбля на кафедре струнных инструментов, где работал до конца жизни (впоследствии доцент и с 1971 года профессор этой кафедры). Среди его учеников — будущий ректор этой консерватории и министр культуры Казахстана Д. К. Касеинов. Одновременно был профессором по классу скрипки в первой казахской Республиканской специальной средней музыкальной школе имени А. К. Жубанова (где также руководил ансамблем скрипачей), ректором Университета музыкальной культуры Алма-Аты при Алматинской государственной консерватории имени Курмангазы (1970—1982).
Был первым исполнителем посвящённых ему скрипичных произведений — «Сонаты для скрипки соло» Е. Г. Брусиловского (1969), «Концерта для скрипки с оркестром» М. С. Сагатова (1967) и «Сонаты для скрипки и фортепиано» В. В. Миненко (1981). Был также первым исполнителем концертов для скрипки с оркестром Б. Я. Баяхунова и Б. Т. Аманжолова, «Сонаты для скрипки и фортепиано» К. А. Мусина (памяти Героя Советского Союза генерала И. В. Панфилова). Осуществил записи казахской народной музыки в собственной обработке и переложении для соло скрипки и фортепианного дуэта.
Опубликовал учебные сборники, в том числе «42 лёгких этюда для скрипки» (1968), «Школа игры на кобызе», «Каприсы для скрипки соло» (1970), «24 этюда для скрипки» (1978), «Сборник дуэтов для скрипки и фортепиано на материале казахской музыки (1—10 классы)», методические материалы для преподавателей музыкальных и общеобразовательных школ и лекторов народных университетов, а также справочник «Спутник любителя музыки» (1980) и ряд статей («Из истории скрипичного исполнительства в Казахстане», «Из истории становления скрипичного искусства в Казахстане», «Музыкально-театральный техникум: Скрипичные классы»). Внёс основополагающий вклад в становление музыкальной педагогики в Казахстане.
Скончался 30 декабря 1982 года в Алма-Ате, похоронен на Алматинском городском кладбище.

## Семья
- Брат — Симха Бенционович Коган (1918—1979), пианист, народный артист Казахской ССР.
- Сестра — Ева Бенционовна Коган (21 декабря 1928 — 30 декабря 1985), пианистка, музыкальный педагог, профессор, заслуженная артистка Казахской ССР[8].
- Дочь — Елена Иосифовна Шалкова, пианистка, преподаватель детской музыкальной школы № 1 имени А. Кашаубаева[9].

## Публикации
- Школа игры на скрипке (с В. С. Хессом). Алма-Ата, 1967.
- 42 лёгких этюда для скрипки: Для учащихся начальных классов детских музыкальных школ, с предисловием и пояснениями. Алма-Аты: Мектеп, 1968. — 24 с.
- Курмангазы. Ксен ашкан (Освобождение от цепей): Кюй для ансамбля скрипачей. С метод. запиской / Переложение Иосифа Когана. Алма-Ата, 1969. — 16 с.
- Каприсы для скрипки соло. Алма-Ата: Жазушы, 1970. — 35 с.
- Спутник любителя музыки: справочник (с К. Б. Куатбаевым). Алма-Ата: Жазуши, 1973. — 100 с.
- 24 этюда для скрипки: Для учащихся 3—5 классов детских музыкальных школ. Алма-Ата: Жалын, 1978. — 32 с.
- Мукан Тулебаев: Сценический музыкальный рассказ в народном университете, школе культуры. Алма-Ата, 1978. — 16 с.
- О работе с ансамблем скрипачей. Алма-Ата: Казахский НИИ НТИ и техно-экономических исследований, 1980. — 34 с.
- Пьесы для скрипки: С сопровождением фортепиано. Составление, редакция скрипичных партий и обработка И. Б. Когана. Алма-Ата: Энер, 1980. — 47 с.
- Великий Октябрь и расцвет профессиональной музыки в Казахстане. Методические рекомендации к устному музыкальному журналу в народном университете, школе культуры. Алма-Ата: Министерство культуры КазССР, Республиканский научно-методический центр народного творчества и культпросветработы, 1980. — 50 с.
- Курмангазы Сагырбаев: К 175-летию со дня рождения. Методические рекомендации к устному музыкальному журналу в народном университете, школе культуры. Алма-Ата: Министерство культуры КазССР, Республиканский научно-методический центр народного творчества и культпросветработы, 1981. — 28 с.
- Золотоголосый певец Казахской степи: К 150-летию со дня рождения Б. Кожагулова. Методические рекомендации к устному музыкальному журналу в народном университете, школе культуры. Алма-Ата: Министерство культуры КазССР, Республиканский научно-методический центр народного творчества и культпросветработы, 1982. — 20 с.
- Методически-исполнительский анализ скрипичных сочинений композиторов Казахстана. Алма-Ата: Мектеп, 1982. — 39 с.